# 费拉拉-迪蒙特巴尔多
费拉拉-迪蒙特巴尔多（義大利語：Ferrara di Monte Baldo），是意大利威尼托大区维罗纳省的一个市镇。总面积26.91平方公里，人口218人，人口密度8.1人/平方公里（2009年）。国家统计（ISTAT）代码为023034。